# Sud-Est tunisien
Le Sud-Est tunisien (arabe : الجنوب الشرقي) est une région du centre de la Tunisie.

## Géographie
La région Sud-Est regroupe administrativement trois gouvernorats, ceux de Gabès, de Médenine et de Tataouine.